# 山陽女學園前站
山陽女學園前站（日语：／ Sanyo-jogakuen-mae eki */?）是位於廣島縣廿日市市佐方本町，屬於廣島電鐵的宮島線車站。車站編號為M31。

## 歷史
此站是在1950年（昭和25年）新建的車站，在啟用時的站名為山陽女學園站（日语：／），該名稱取自沿線的山陽女學園中等部·高等部。在1963年（昭和38年），除了中等部、高等部，該校加入了山陽女子短期大學開校，使此站改名為山陽女子大前站（日语：／）。2019年（平成31年），站名改為山陽女學園前站，而廣島電鐵解釋改名的理由為「名稱是取自學校名稱因而變更」。
- 1950年（昭和25年）11月24日 - 車站啟用，當時車站名為山陽女學園站[2]。
- 1963年（昭和38年）4月1日起 - 車站改名為山陽女子大前站[2]。
- 2019年（平成31年）4月1日 - 車站改名為山陽女学園前站[5]。

## 車站構造
此站是地面車站，設有2面2線的相對式月台。從路線起點望向此站的左邊為廣電宮島口站方向的下行月台，右邊為廣電西廣島站方向的上行月台。此站靠近廣電宮島口一方設有平交道。

## 利用狀況
根據《廿日市市統計書》，在2018年度1日平均上落車人次（把使用人次總數除以當日的日數）為3,059人。
以下為此站近年上落車人次列表：
| 1日平均上落車人次變化 | 1日平均上落車人次變化 | 1日平均上落車人次變化 |
| 年度                  | 上落車人次            | 參考資料              |
| --------------------- | --------------------- | --------------------- |
| 1994年度              | 5,441                 |                       |
| 1995年度              | 5,296                 |                       |
| 1996年度              | 5,814                 |                       |
| 1997年度              | 5,179                 |                       |
| 1998年度              | 4,804                 | [ 使用人次 2 ]        |
| 1999年度              | 4,843                 | [ 使用人次 2 ]        |
| 2000年度              | 4,646                 | [ 使用人次 2 ]        |
| 2001年度              | 4,097                 | [ 使用人次 2 ]        |
| 2002年度              | 4,109                 | [ 使用人次 2 ]        |
| 2003年度              | 4,158                 | [ 使用人次 2 ]        |
| 2004年度              | 3,768                 | [ 使用人次 2 ]        |
| 2005年度              | 3,956                 | [ 使用人次 3 ]        |
| 2006年度              | 3,938                 | [ 使用人次 4 ]        |
| 2007年度              | 3,881                 | [ 使用人次 5 ]        |
| 2008年度              | 3,805                 | [ 使用人次 6 ]        |
| 2009年度              | 3,595                 | [ 使用人次 7 ]        |
| 2010年度              | 3,731                 | [ 使用人次 8 ]        |
| 2011年度              | 3,662                 | [ 使用人次 9 ]        |
| 2012年度              | 3,666                 | [ 使用人次 10 ]       |
| 2013年度              | 3,583                 | [ 使用人次 11 ]       |
| 2014年度              | 3,502                 | [ 使用人次 12 ]       |
| 2015年度              | 3,453                 | [ 使用人次 13 ]       |
| 2016年度              | 3,389                 | [ 使用人次 14 ]       |
| 2017年度              | 3,265                 | [ 使用人次 15 ]       |
| 2018年度              | 3,059                 | [ 使用人次 1 ]        |

## 車站周邊
車站位於廣島市邊界位置，周邊為幽靜的大型住宅區。車站南邊設有國道2號，在國道沿線設有大型零售店。
山陽女子短期大學和山陽女學園中等部·高等部位於車站東北方。從車站向南步行15分鐘即可到達桂公園（櫻尾城址）。
- 廣島縣立廿日市高等學校（日语：広島県立廿日市高等学校）
- 廿日市市立廿日市中學（日语：廿日市市立廿日市中学校）
- 廣島齒科技術專門學校（日语：広島歯科技術専門学校）
- 西廣島繞道（日语：西広島バイパス）佐方服務區（日语：佐方サービスエリア）

## 相鄰車站
廣島電鐵
■宮島線
樂樂園（M30）－山陽女學園前（M31）－廣電廿日市（M32）

## 注腳

### 利用狀況
1. 1 2  《廿日市市統計書》2020年版
2. 1 2 3 4 5 6 7  《廿日市市統計書》2006年版
3. ↑  《廿日市市統計書》2007年版
4. ↑  《廿日市市統計書》2008年版
5. ↑  《廿日市市統計書》2009年版
6. ↑  《廿日市市統計書》2010年版
7. ↑  《廿日市市統計書》2011年版
8. ↑  《廿日市市統計書》2012年版
9. ↑  《廿日市市統計書》2013年版
10. ↑  《廿日市市統計書》2014年版
11. ↑  《廿日市市統計書》2015年版
12. ↑  《廿日市市統計書》2016年版
13. ↑  《廿日市市統計書》2017年版
14. ↑  《廿日市市統計書》2018年版
15. ↑  《廿日市市統計書》2019年版

## 外部連結
- 山陽女學園前 | 電車情報：電停指南 （页面存档备份，存于）（日語） - 廣島電鐵